# Bảo tàng Nữ bá tước Antoni Ostrowski ở Tomaszów Mazowiecki
Bảo tàng Nữ bá tước Antoni Ostrowski ở Tomaszów Mazowiecki (tiếng Ba Lan: Muzeum im. Antoniego hr. Ostrowskiego w Tomaszowie Mazowieckim) là một bảo tàng tọa lạc tại số 11/15 phố POW, Tomaszów Mazowiecki, Ba Lan. Kể từ năm 1990, bảo tàng là một đơn vị tổ chức của thành phố.

## Lịch sử
Ý tưởng thành lập một viện bảo tàng ở Tomaszów Mazowiecki ra đời từ năm 1927. Lúc bấy giờ, một bảo tàng được thành lập theo khởi xướng của Hiệp hội Du lịch Ba Lan, đặc biệt là giáo sư Tadeusz Seweryn và Cha Kazimierz Olszewski. Bảo tàng này bố trí triển lãm bên trong cơ sở của Trường Cao đẳng Sư phạm ở số 57 phố Thánh Anthony và trong các căn hộ tư nhân.
Trong Chiến tranh thế giới thứ hai, các bộ sưu tập của bảo tàng này đã bị phá hủy. Trong thời kỳ hậu chiến, nhờ nỗ lực của Jan Piotr Dekowski, bảo tàng tái hoạt động từ năm 1947. Trong những năm đầu hoạt động, trụ sở của bảo tàng là tòa nhà ở số 3 phố Thánh Thecla (nay là phố Barlicki). Sau đó, bảo tàng tổ chức một cuộc triển lãm bên trong ba căn phòng trong một tòa nhà ở phố Thánh Anthony. Vào năm 1950, Cung điện Ostrowski được quyết định trở thành trụ sở mới của bảo tàng. Công việc cải tạo cung điện diễn ra trong năm 1968, và cuộc triển lãm thường trực đầu tiên của bảo tàng ra mắt vào một năm sau đó.

## Giờ mở cửa
Bảo tàng hoạt động quanh năm, mở cửa tất cả các ngày trong tuần trừ thứ Hai. Khách tham quan phải trả phí vào cửa.